# Dravograjsko jezero
Dravograjsko jezero (tudi Črneško jezero) je zajezitveno akumulacijsko jezero HE Dravograd na Dravi. Je umetno jezero, ki ima značaj bogatega naravnega biotopa.

## Nastanek jezera
Akumulacijsko jezero je nastalo po letu 1943, ko je bil zgrajen jez HE Dravograd. Jezero se je postopoma zablatilo in se počasi spremenilo v močvirje z otoki in trstičjem. Danes je to je bogat in dragocen življenjski prostor redkih rastlin in živali, še posebej Črneški zaliv na vzhodni strani vasi Črneč s svojimi plitvimi rokavi in s trsjem poraščenimi otoki.